# Harbor Park
Harbor Park est un stade de baseball situé à Norfolk (Virginie) aux États-Unis. Utilisé par la franchise de Ligue mineure de Triple-A des Norfolk Tides, ce stade inauguré en 1993 compte 11 856 places.